# Andrés Crespo Reinberg
Andrés Crespo Reinberg (1945-2019) fue un abogado, político y editorialista ecuatoriano. Fue embajador de Ecuador en Japón, secretario de la Administración Pública y fundador del partido Democracia Popular, de orientación demócrata-cristiana.

## Vida personal
Nació en Guayaquil, hijo de Andrés Crespo Villafuerte y María Eugenia Reinberg de Crespo. Tuvo cuatro hijos: el actor Andrés Crespo Arosemena, Sebastián y Marcelo Crespo Arosemena y Simón Crespo Pérez.
Pertenece a la segunda promoción del Colegio Javier de Guayaquil. Se dedicó al comercio de automóviles, además de sus profesiones.
El 30 de diciembre de 2010 sufrió un accidente craneoencefálico al caer de un cuadrón. Falleció en 2019 por un paro cardiorrespiratorio.

## Actividad política
Como abogado en libre ejercicio, defendió derechos ante injusticias de las dictaduras militares. Se involucró en política para propiciar el retorno a la democracia y fue uno de los fundadores del partido Democracia Popular. En 1979, con el retorno de la democracia, fue nombrado embajador en Japón por el gobierno de Jaime Roldós.
Durante 1981 a 1984 fue secretario de la Administración Pública del gobierno de Oswaldo Hurtado.

## Actividad periodística
Fue uno de los fundadores de Revista Vanguardia donde escribió artículos de opinión entre diciembre de 2007 y diciembre de 2010.

## Orden Nacional al Mérito
El 27 de mayo de 2021, el presidente Guillermo Lasso otorgó la condecoración nacional al mérito en grado de gran oficial a Andrés Crespo, a título post mortem, mediante Decreto Ejecutivo N° 43.